# SS Keno
SS Keno är en kulturskyddad hjulångare som ligger i en permanent torrdocka i Dawson City vid Yukonfloden i det kanadensiska territoriet Yukon.
SS Keno byggdes i staden Whitehorse år 1922 av British Yukon Navigation Company. Under sin aktiva tid transporterade den vedeldade hjulångaren huvudsakligen silver-, zink- och blymalm på 
Stewartfloden från gruvorna i Mayodistriktet till Stewart. Fartyget sågades itu och förlängdes och breddades år 1937 för att öka lastförmågan. År 1951 lades hon upp på grund av konkurrens från landsvägstrafiken. Rederiet skänkte SS Keno till kanadensiska staten år 1959 och året efter gick hon för egen kraft nedströms från Whitehorse till Dawson City, en färd som tog tre dygn. SS Keno blev därmed den sista av Yukons tidigare cirka 250 hjulångare som trafikerade Yukonfloden.
SS Keno upptogs på listan över nationella historiska platser i Kanada år 1962.